# NGC 1716
NGC 1716 je galaksija u zviježđu Zecu.

## Vanjske poveznice
- SEDS: NGC 1716